# Хуліо Сезар Гонсалес
Хуліо Сезар Гонсалес Ібарра (ісп. Julio César González Ibarra; 30 липня 1976, Баха-Каліфорнія-Сур) — 10 березня 2012) — мексиканський професійний боксер, чемпіон світу за версією WBO у напівважкій вазі (2003—2004).

## Аматорська кар'єра
На Олімпійських іграх 1996 програв у першому бою Василю Жирову (Казахстан).

## Професіональна кар'єра
Дебютувавши на професійному рингу 1997 року, виграв свої перші 27 боїв.
28 липня 2001 року вийшов на бій за титули WBA (Super), WBC, IBF, IBO, вакантний WBF (Federation) і IBA у напівважкій вазі проти чемпіона світу Роя Джонса (США). Поєдинок тривав увесь відведений час, але Гонсалес програв одностайним рішенням суддів, що стало його першою невдачею в кар'єрі, після чого він здобув сім перемог поспіль.
18 жовтня 2003 року вийшов на бій проти чемпіона світу за версією WBO у напівважкій вазі Даріуша Міхальчевського (Польща). Поєдинок завершився перемогою Гонсалеса розділеним рішенням.
В першому захисті титулу чемпіона 17 січня 2004 року програв одностайним рішенням Жолту Ердеї (Угорщина).
9 вересня 2005 року вийшов на бій проти чемпіона світу за версією IBF у напівважкій вазі Клінтона Вудса (Велика Британія) і програв одностайним рішенням. Він знову зустрівся з Вудсом у титульному бою-реванші 29 вересня 2007 року і знову програв одностайним рішенням суддів.
23 лютого 2008 року в бою за вакантний титул чемпіона IBA у напівважкій вазі програв розділеним рішенням Реджі Джонсону (США).